# Alterações climáticas e colapso civilizacional

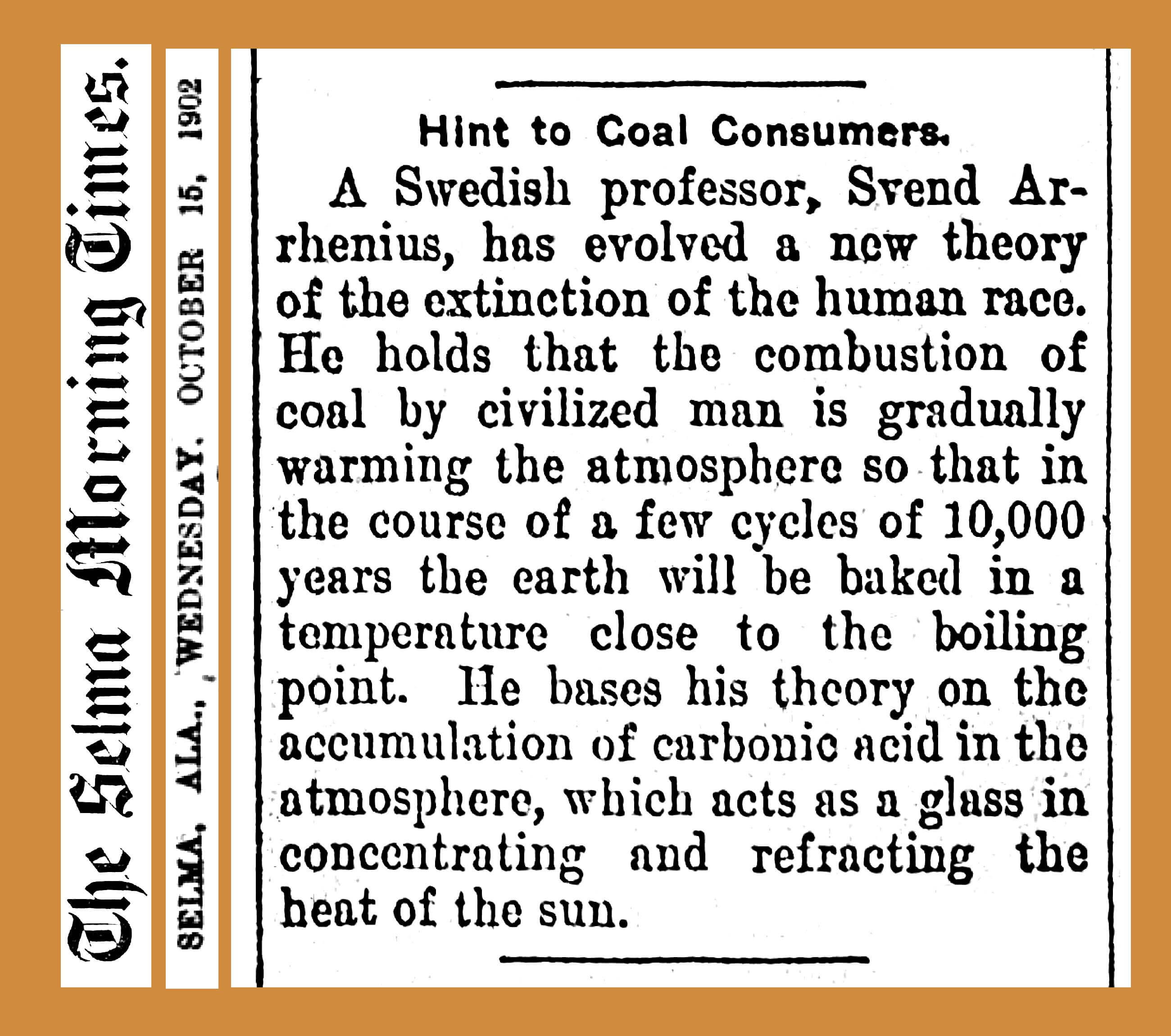
Este artigo de 1902 atribui ao laureado sueco com o Nobel (de química) Svante Arrhenius uma teoria de que a combustão do carvão poderia eventualmente levar a um grau de aquecimento global que causaria a extinção humana.

As alterações climáticas e colapso civilizacional referem-se a um risco hipotético de que os impactos das alterações climáticas reduzam a complexidade socioeconómica global a ponto de a complexa civilização humana efetivamente acabar em todo o mundo, com a humanidade reduzida a um estado menos desenvolvido. Este risco hipotético é normalmente associado à ideia de uma redução maciça da população humana causada pelos impactos diretos e indiretos das alterações climáticas e, muitas vezes, também é associado a uma redução permanente da capacidade de suporte da Terra. Por fim, às vezes é sugerido que um colapso civilizacional causado pelas alterações climáticas seria logo seguido pela extinção humana.
Alguns investigadores conectam exemplos históricos de colapso social com mudanças adversas nos padrões climáticos locais e/ou globais. Em particular, o evento de 4,2 quiloanos, uma mega seca em escala milenar que ocorreu em África e na Ásia entre 5.000 e 4.000 anos atrás, foi associado ao colapso do Antigo Império no Egito, do Império Acadiano na Mesopotâmia, da cultura Liangzhu na área do baixo rio Yangtze e da Civilização do Vale do Indo. Na Europa, a Crise Geral do Século XVII, que foi definida por eventos como a quebra de safra e a Guerra dos Trinta Anos, ocorreu durante a Pequena Idade do Gelo. Em 2011, foi proposta uma ligação geral entre variações climáticas adversas e crises sociais de longo prazo durante os tempos pré-industriais. No entanto, todos estes eventos limitaram-se a sociedades humanas individuais: um colapso de toda a civilização humana seria historicamente sem precedentes.
Alguns dos avisos mais extremos sobre o colapso civilizacional causado pelas alterações climáticas, como a afirmação de que a civilização tem grande probabilidade de terminar em 2050, têm atraído fortes refutações por parte dos cientistas. O Sexto Relatório de Avaliação do IPCC de 2022 projeta que a população humana estaria entre 8,5 mil millhões e 11 mil milhões de pessoas até 2050. Até ao ano 2100, a projeção populacional média é de 11 mil milhões de pessoas, enquanto a projeção populacional máxima é próxima a 16 mil milhões de pessoas. A projeção mais baixa para 2100 é de cerca de 7 mil milhões, e este declínio em relação aos níveis atuais é principalmente atribuído ao "rápido desenvolvimento e investimento na educação", estando essas projeções associadas a alguns dos níveis mais elevados de crescimento económico. No entanto, uma minoria dos cientistas do clima argumentaram que níveis mais elevados de aquecimento — entre cerca de 3ºC a 5ºC acima das temperaturas pré-industriais — pode ser incompatível com a civilização, ou que as vidas de vários milhares de milhões de pessoas já não poderiam ser sustentadas num mundo assim. Em 2022, apelaram a uma agenda de investigação denominada “final do jogo climático” sobre a probabilidade destes riscos, que atraiu uma atenção significativa dos meios de comunicação social e alguma controvérsia científica.
Alguns dos textos mais importantes sobre alterações climáticas e colapso civilizacional foram escritos por não cientistas. Exemplos notáveis incluem "A Terra Inhabitável"  de David Wallace-Wells e "E se parássemos de fingir?" de Jonathan Franzen, ambos criticados por imprecisão científica. As alterações climáticas na cultura popular também são comummente representadas de maneira altamente exagerada. As sondagens de opinião forneceram provas de que as pessoas em todo o mundo acreditam que os resultados do colapso civilizacional ou da extinção humana são muito mais prováveis do que os cientistas acreditam.

## Discussão moderna

### Anos 2000
Já em 2004, um livro intitulado Ecocriticism explorou a ligação entre o apocalipticismo expresso em contextos religiosos e as interpretações apocalípticas seculares das questões climáticas e ambientais. Argumentou que o enquadramento apocalíptico trágico (preordenado, com moralidade claramente delineada) ou cómico (focado nas falhas humanas em oposição à inevitabilidade inerente) foi visto em trabalhos anteriores sobre o meio ambiente, como Primavera Silenciosa (1962), de Rachel Carson, The Population Bomb (1972), de Paul e Anne Ehrlich, e Earth in the Balance (1992), de Al Gore.
Em meados dos anos 2000, James Lovelock fez previsões para os jornais britânicos The Independent e The Guardian, onde sugeriu que grande parte da Europa se tornaria um deserto e "milhares de milhões de nós morreriam e os poucos pares reprodutores de pessoas que sobreviveriam estariam no Árctico, onde o clima permaneceria tolerável" até ao final do século XXI. Em 2008, ele foi citado no The Guardian dizendo que 80% dos humanos perecerão até 2100, e que as alterações climáticas responsáveis por isso durarão 100.000 anos. Em 2012, Lovelock admitiu que as alterações climáticas tinham ocorrido mais lentamente do que ele esperava.

### Década de 2010 - presente
No final da década de 2010, vários artigos atraíram atenção pelas suas previsões de impactos apocalípticos causados pelas alterações climáticas. Em primeiro lugar, houve " The Uninhabitable Earth", um artigo da revista New York de julho de 2017, escrito por David Wallace-Wells, que se tornou a história mais lida na história da revista, e mais tarde foi adaptado para um livro. Outro foi "E se parássemos de fingir?", um artigo escrito para a The New Yorker por Jonathan Franzen em setembro de 2019. Ambos os artigos foram fortemente criticados pela organização de verificação de factos Climate Feedback pelas inúmeras imprecisões sobre os pontos de viragem no sistema climático e outros aspetos da investigação sobre as alterações climáticas.
Outros exemplos deste género incluem "O que vem depois da próxima anarquia climática?", um artigo de 2022 para a revista TIME de Parag Khanna, que afirmou que centenas de milhões de pessoas morrendo nos próximos anos e a população global chegando a 6 mil milhões até ao ano de 2050 era um cenário plausível do pior caso. Além disso, alguns relatórios, como o "cenário 2050" do Australian Breakthrough – National Centre for Climate Restoration e o artigo auto-publicado Deep Adaptation de Jem Bendell atraíram uma cobertura substancial da mídia ao fazer alegações de que os resultados das alterações climáticas são subestimados pelo processo científico convencional. Estes relatórios não passaram pelo processo de revisão por pares e a avaliação científica desses trabalhos considera-os de credibilidade muito baixa.
Notavelmente, os escritos subsequentes de David Wallace-Wells recuaram em relação às afirmações que ele fez em ambas as versões de The Uninhabitable Earth. Em 2022, ele escreveu um artigo de destaque para o The New York Times, intitulado "Além da catástrofe: uma nova realidade climática está a surgir". No ano seguinte, Kyle Paoletta argumentou na Harper's Magazine que a mudança de tom feita por David Wallace-Wells era indicativa de uma tendência maior na cobertura da mídia sobre as alterações climáticas. Em 2024, cientistas climáticos revelaram que 25 dos 35 sinais vitais da Terra, que indicam mudanças climáticas, atingiram níveis recordes em 2023 e 2024.

## Consenso e controvérsia científica
O Sexto Relatório de Avaliação do IPCC projeta que a população humana estaria entre 8,5 mil milhões e 11 mil milhões de pessoas até 2050; a projeção populacional média para o ano de 2100 é de 11 mil milhões de pessoas, enquanto a projeção populacional máxima está próxima de 16 mil milhões de pessoas. A projeção mais baixa para 2100 é de cerca de 7 mil milhões, e este declínio em relação aos níveis atuais é principalmente atribuído ao "rápido desenvolvimento e investimento na educação", estando estas projeções associadas a alguns dos níveis mais elevados de crescimento económico. Em novembro de 2021, a Nature entrevistou os autores da primeira parte do relatório de avaliação do IPCC: dos 92 entrevistados, 88% concordaram que o mundo está a passar por uma "crise climática", mas quando lhes perguntaram se sentiam "ansiedade, tristeza ou outro sofrimento devido a preocupações com as alterações climáticas?" apenas 40% responderam "Sim, raramente", com mais 21% a responderem "Sim, frequentemente" e os restantes 39% a responderem "Não". Da mesma forma, quando um artigo de alto nível alertando sobre "os desafios de evitar um futuro terrível" foi publicado na Frontiers in Conservation Science, os seus autores observaram que "mesmo que grandes catástrofes ocorram durante este intervalo, é pouco provável que afectem a trajectória populacional até bem dentro do século XXII", e "não há forma — eticamente ou de outra (excepto aumentos extremos e sem precedentes na mortalidade humana) — de evitar o aumento do número de seres humanos e o consumo excessivo que o acompanha".
Apenas uma minoria de cientistas que publicam tem se mostrado mais aberta à retórica apocalíptica. Em 2009, Hans Joachim Schellnhuber, Diretor Emérito do Instituto de Pesquisa de Impacto Climático de Potsdam, declarou que se o aquecimento global atingisse 4 ºC acima dos níveis atuais, a população humana provavelmente seria reduzida a mil milhões. Em 2015, ele queixou-se de que esta observação era frequentemente mal interpretada como um apelo ao controlo activo da população humana em vez de uma previsão. Buma entrevista de janeiro de 2019 para The Ecologist, ele afirmou que se encontrarmos razões para desistir da ação, então há um risco muito grande de as coisas se transformarem numa catástrofe total, com o fim da civilização e quase tudo o que foi construído nos últimos dois mil anos destruído.
Em maio de 2019, o The Guardian entrevistou vários cientistas do clima sobre um mundo onde 4 ºC de aquecimento em relação à era pré-industrial ocorreu até 2100: um deles foi Johan Rockström, que terá declarado "É difícil ver como poderíamos acomodar mil milhões de pessoas ou mesmo metade disso" em tal cenário. Na mesma altura, afirmações semelhantes foram feitas pelo activista da Extinction Rebellion, Roger Hallam, que disse numa entrevista em 2019 que as alterações climáticas podem "matar 6 mil milhões de pessoas até 2100" — uma observação que foi rapidamente questionada pelo apresentador da BBC News, Andrew Neil e criticada como cientificamente infundada pelo Climate Feedback. Em novembro de 2019, o artigo do The Guardian foi corrigido, reconhecendo que Rockström foi citado incorretamente e que as suas observações reais foram: "É difícil ver como poderíamos acomodar oito mil milhões de pessoas ou talvez até metade disso".

### Fim do jogo climático

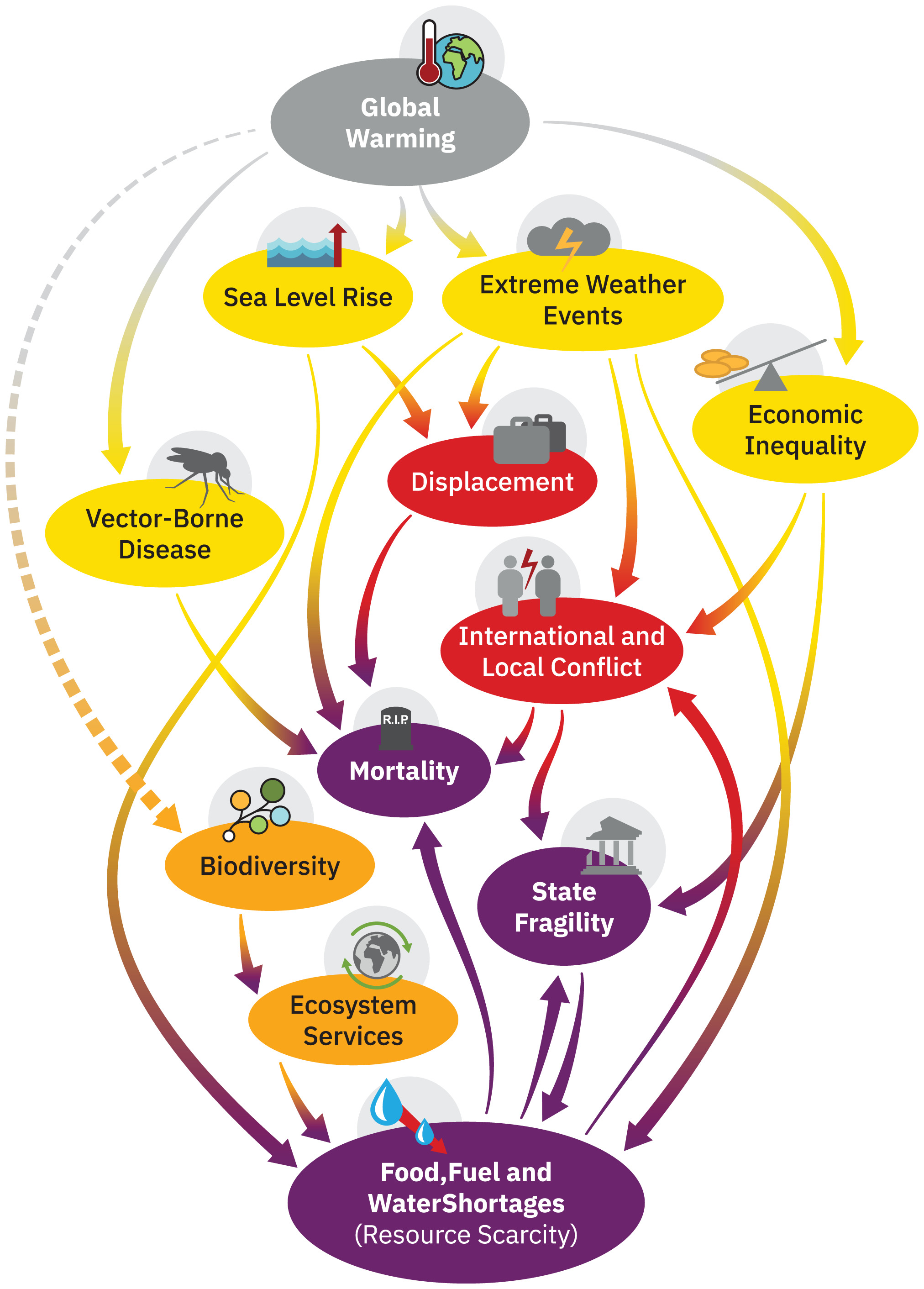
Diagrama de ciclo causal conceitual da falha climática global em cascata usado no artigo "Fim do jogo climático".

Em agosto de 2022, Schellnhuber, Rockström e vários outros investigadores, muitos dos quais estavam associados ao Centro de Estudos de Risco Existencial da Universidade de Cambridge, publicaram um artigo na PNAS que argumentava que a falta do que eles chamavam de "avaliação integrada de catástrofes" significava que o risco de colapso social, ou mesmo eventual extinção humana causada pelas alterações climáticas e seus impactos inter-relacionados, como fome (perda de safras, seca , clima extremo ( furacões, inundações), guerra (causada pela escassez de recursos), risco sistémico (relacionado com a migração, fome ou conflito) e doenças era "perigosamente pouco explorado". O artigo sugeriu que os seguintes termos deveriam ser usados ativamente em investigações futuras.

#### Definição de termos-chave na agenda do fim do jogo climático[60]
| Termo                          | Definição |
| ------------------------------ | --- |
| Risco latente                  | Risco que fica inativo sob um conjunto de condições, mas torna-se ativo sob outro conjunto de condições. |
| Cascata de risco               | Cadeias de risco que ocorrem quando um impacto adverso desencadeia um conjunto de riscos vinculados. |
| Risco sistémico                | O potencial de interrupções ou falhas individuais resultarem numa falha em todo o sistema. |
| Alterações climáticas extremas | Aumento médio da temperatura da superfície global de 3 ºC ou mais acima dos níveis pré-industriais até 2100. |
| Risco de extinção              | A probabilidade de extinção humana dentro de um determinado período de tempo. |
| Ameaça de extinção             | Um contribuinte plausível e significativo para o risco total de extinção. |
| Fragilidade social             | O potencial de danos menores transformarem-se em riscos globais catastróficos ou de extinção devido a vulnerabilidades sociais, cascatas de risco e respostas desadaptativas.                                                                          |
| Colapso social                 | Fragmentação sociopolítica significativa e/ou falência do Estado, juntamente com perdas relativamente rápidas, duradouras e significativas de capital e identidade de sistemas; isto pode levar a aumentos em larga escala na mortalidade e morbidade. |
| Risco catastrófico global      | A probabilidade de uma perda de 25% da população global e de uma grave interrupção de sistemas críticos globais (como alimentos) dentro de um determinado período de tempo (anos ou décadas).                                                          |
| Ameaça catastrófica global     | Um contribuinte plausível e significativo para o risco catastrófico global; o potencial da alteração climática ser uma ameaça catastrófica global pode ser chamado de "alteração climática catastrófica".                                              |
| Risco de dizimação global      | A probabilidade de uma perda de 10% (ou mais) da população global e de uma grave interrupção de sistemas críticos globais (como alimentos) dentro de um determinado período de tempo (anos ou décadas).                                                |
| Ameaça de dizimação global     | Um contribuinte plausível e significativo para o risco de dizimação global. |
| Território do fim do jogo      | Níveis de aquecimento global e fragilidade social que são considerados suficientemente prováveis para constituir as alterações climáticas como uma ameaça de extinção.                                                                                 |
| Aquecimento do pior cenário    | O nível mais alto empírica e teoricamente plausível de aquecimento global. |

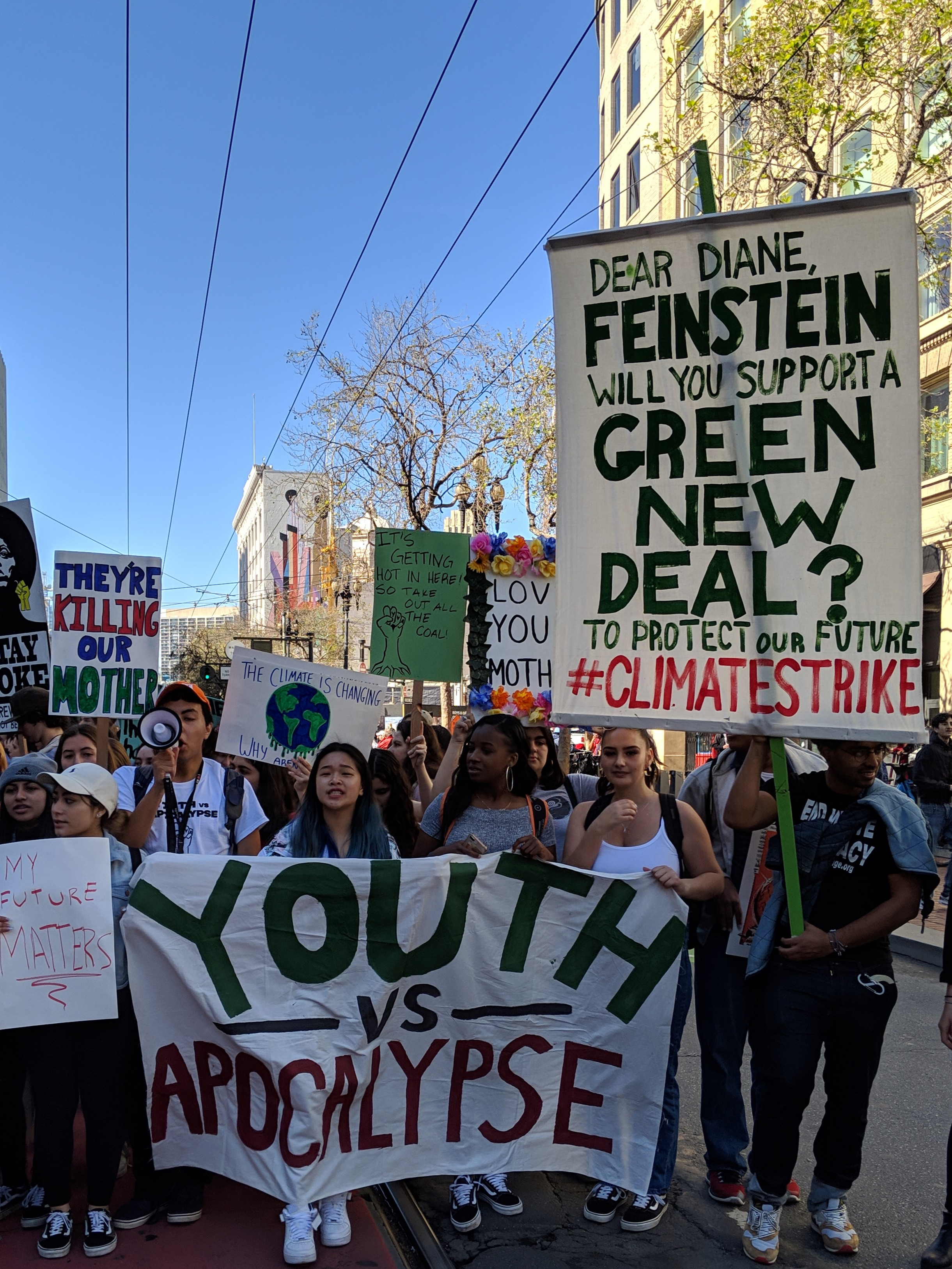
Faixa "Juventude vs. Apocalipse" vista na Greve Climática da Juventude de São Francisco em 2019.

O artigo teve grande repercussão, recebendo ampla cobertura da mídia e mais de 180.000 visualizações de páginas até 2023. Também foi tema de vários artigos de resposta de outros cientistas, todos também publicados na PNAS. A maioria acolheu as suas propostas, embora discordasse em alguns dos detalhes da agenda sugerida. No entanto, um artigo de resposta escrito por Roger Pielke Jr. e seus colegas investigadores da Universidade do Colorado em Boulder, Matthew Burgess e Justin Ritchie, foi muito mais crítico. Eles argumentaram que um dos principais argumentos do artigo — a suposta falta de investigação sobre níveis mais altos de aquecimento global — era infundado, pois, ao contrário, os cenários de maior aquecimento global chamados RCP 8.5 e SSP5-8.5 foram responsáveis por cerca de metade de todas as menções na seção "impactos" do Sexto Relatório de Avaliação do IPCC, e o SSP3-7, o cenário de aquecimento ligeiramente menor usado em alguns dos gráficos do artigo, também assumiu maiores emissões e uso mais extensivo de carvão do que o que havia sido projetado pela Agência Internacional de Energia. Eles também argumentaram que, tal como as projecções passadas de sobrepopulação foram utilizadas para justificar a política do filho único na China, um foco desproporcional em cenários apocalípticos pode ser utilizado para justificar o despotismo e as políticas fascistas. Em resposta, os autores do artigo original escreveram que, na opinião deles, riscos catastróficos podem ocorrer mesmo em níveis mais baixos de aquecimento devido a riscos que envolvem respostas humanas e fragilidade social. Eles também sugeriram que, em vez da política do filho único, uma melhor metáfora para as respostas à investigação sobre riscos extremos seria a exploração dos impactos do inverno nuclear na década de 1980, que estimulou os esforços de desarmamento nuclear.

## Opinião pública
Algumas sondagens de opinião mostram que a crença no colapso civilizacional ou mesmo na extinção humana espalhou-se entre a população em geral em muitos países. Em 2021, uma publicação na The Lancet entrevistou 10.000 pessoas com idades entre 16 e 25 anos em dez países (Austrália, Brasil, Finlândia, França, Índia, Nigéria, Filipinas, Portugal, Reino Unido e EUA): uma das suas conclusões foi que 55% dos inquiridos concordaram com a afirmação "a humanidade está condenada".
Em 2020, um inquérito realizado pelo think tank francês Jean Jaurès Foundation concluiu que em cinco países desenvolvidos (França, Alemanha, Itália, Reino Unido e EUA), uma fração significativa da população concordou com a afirmação de que "a civilização tal como a conhecemos entrará em colapso nos próximos anos"; as percentagens variaram entre 39% na Alemanha e 52% ou 56% nos EUA e Reino Unido, a 65% em França e 71% em Itália.